# Mellem to stole
|  | Denne artikel er oprettet af botten Steenthbot ud fra en ekstern database. Den kan derfor have sproglige fejl eller mangler. Denne skabelon kan fjernes efter kontrol af indholdet. |

Mellem to stole er en dansk animationsfilm fra 1993 instrueret af Liller Møller efter eget manuskript.

## Handling
Der hældes op. Godt med øl. To mænd snakker og drikker støt. Lommefilosofien blomstrer: Er man lykkelig? Enten er man det, eller også er man det ikke. Man skal have noget at kæmpe for. Livskvalitet? Hvad gør livet værd at leve? Hvad med drivhuseffekt? Regnskov og naturkatastrofe? Livets indhold? Måske danser man for lidt! Hvad er det allerbedste? Hvad er sandheden? Snakken går, og øllet løber, mens nogle drilske biller ubevidst besvarer mange af de store spørgsmål ganske enkelt med en legende let filosofisk spøgefuldhed.